# Johannes Dürr
Johannes Dürr, född 12 mars 1987 i Melk, är en för edetta österrikisk längdåkare som tävlade i världscupen mellan februari 2011 och 2014.
Dürr tävlade i både junior-VM och U23-VM innan han debuterade i världscupen. Han har dock inga pallplatser i dessa mästerskap. Hans bästa placering i världscupen är en sjundeplats i schweiziska Davos i 30 km fristil den 14 december 2013.
Under Tour de Ski 2013/2014 hade Dürr snabbaste åktid bland alla i långloppet på 30 km mellan Cortina - Toblach. Han gjorde en stark klättring i den sista etappen av touren och slutade totalt trea, resultatet ströks dock efter att Dürr senare under säsongen ertappats med EPO-dopning.
Dürr testades positivt för EPO-dopning i samband med olympiska vinterspelen 2014 och stängdes av i två år.
Dürr greps i Innsbruck kort efter VM i Seefeld 2019 med misstanke om sportrelaterade bedrägerier och/eller att ha brutit mot österrikisk lag mot dopning. Han misstänktes för att ha förmedlat kontakten mellan den österrikiske skidåkaren Max Hauke (som ertappades med doping mitt under VM 2019) och den läkare som försåg Hauke med blodplasma.